# Valeriana (Mayastad)
Valeriana is de moderne naam voor de ruïnes van een oude Mayastad in de Mexicaanse deelstaat Campeche op het schiereiland Yucatán. De stad ligt kort bij de grens met de deelstaat Quintana Roo, ten zuiden van de Laguna La Valeriana en ten noorden van Flores Magón.

## Ontdekking
Door de analyse van lidarbeelden voor een onderzoek naar ontbossing uit 2013, herkende Luke Auld-Thomas in 2024 de ruïnes van meerdere gebouwstructuren. De ontdekking werd bekendgemaakt in oktober 2024, al werd de site nog niet fysiek onderzocht. De stad kreeg van de betrokken onderzoekers de naam Valeriana, naar het nabijgelegen meer.

## Beschrijving van de site
De stad met iets meer dan 6.500 gebouwen zou dateren uit de vroeg- tot laatklassieke periode en tussen 30.000 en 50.000 Maya's hebben gehuisvest. Er werden al twee pleinen gevonden die op 2 km van elkaar liggen en verbonden zijn met een weg. Meerdere klassieke Mayastructuren zoals huizen, tempels, balspelpleinen, amfitheaters, verhoogde voetpaden en een afgedamd reservoir werden geïdentificeerd. Deze structuren vertonen dezelfde stijl en architectuur als in Chactún en Tamchén.
Lijst van gekende Mayasteden en archeologische sites in centraal Amerika.